# 桐谷圭治
桐谷 圭治（きりたに けいじ、1929年1月1日 - 2020年2月2日）は、日本の生態学者。専門は、昆虫学・生態学。日本応用動物昆虫学会名誉会員、アメリカ昆虫学会フェロー。

## 経歴
1929年大阪府生まれ。1954年京都大学農林生物学科卒業。1959年京都大学大学院農学研究科博士課程中退。1959年和歌山県農業試験場朝来試験地主任。1966年高知県農業技術研究所専門研究員。1979年農林水産省農業技術研究所昆虫科害虫防除第２研究室長。1983年農林水産省農業環境技術研究所昆虫管理科長。1989年アジア・太平洋地区食糧技術センター副所長。1996年農林水産省農業環境技術研究所名誉研究員。この間、各地の大学・大学院で非常勤講師を務めた。農学博士、アメリカ昆虫学会特別会員、日本応用動物昆虫学会名誉会員。日本応用動物昆虫学会賞、日本農学賞、読売農学賞、日経地球環境技術賞。環境庁長官賞、紫綬褒章（1993年）、勲四等瑞宝章（2002年）などを受賞。
地球温暖化、外来昆虫、総合的生物多様性管理に関する問題に関心をもち、現在は、生態系への人為的攪乱による生物多様性の変化などさまざまなフィールド調査・研究を行なった。
レイチェル・カーソンの『沈黙の春』を、1964年にカルフォルニア大学で入手し、国に先駆けて1974年に環境への影響を根拠に高知県からBHCを追放した。1978年、IPM（総合的病害虫管理）の精神にたち「減農薬」という言葉を造語し、発信した（『害虫とたたかう』NHKブックス）。

## 著書

### 単著
- 都市の昆虫・田畑の昆虫 大矢正志 絵 農山漁村文化協会 1998.6
- 昆虫と気象 成山堂書店 2001.9
- 「ただの虫」を無視しない農業 : 生物多様性管理 築地書館 2004.3

### 共著
- 動物の数は何できまるか 伊藤嘉昭共著 日本放送出版協会 1971
- 生態学講座 33 笹波隆文共著 共立出版 1972
- 生態系と農薬 湯嶋健・金沢純共著 岩波書店  1973
- 害虫とたたかう : 防除から管理へ 中筋房夫共著 日本放送出版協会 1977.7

### 編著
- 日本の昆虫 : 侵略と攪乱の生態学 編 藤井宏一著 東海大学出版会 1986.2
- 田んぼの生きもの全種リスト 生物多様性農業支援センター 2009.2

### 共編著
- 総合防除 深谷昌次共編 講談社 1973
- ミバエの根絶 : 理論と実際 石井象二郎ほか共編 農林水産航空協会  1985.12
- 天敵の生態学 志賀正和共編 東海大学出版会 1990.10
- ニカメイガ 田付貞洋共編 東京大学出版会 2009.11
- 地球温暖化と昆虫 湯川淳一共編 全国農村教育協会 2010.2

### 訳書
- 生態系と人間 V.G.デティアー著 岩波書店 1979.4

## 論文
- 国立情報学研究所収録論文 国立情報学研究所